# Josep Maria Fargas i Falp
Josep Maria Fargas i Falp (Barcelona, 5 de març de 1926 - 16 d'abril de 2011) fou un arquitecte català. Degà del Col·legi Oficial d'Arquitectes de Catalunya (1970-72) i regidor de l'Ajuntament de Barcelona per CiU (1987-91). L'any 1996 ingressà a la Reial Acadèmia Catalana de Belles Arts de Sant Jordi.
Titulat a l'ETSAB el 1952, treballa associat amb Enric Tous i Carbó. Obra conjunta seva són: la Casa Ballvé (Pedralbes, 1961); la Fàbrica Dallant (Sant Feliu de Llobregat, 1963); la Fàbrica Kas (Vitòria, 1965); les seus de Banca Catalana de Passeig de Gràcia (1968), Balmes (1974) i Diagonal (1980); el Banco Industrial de Bilbao (1971) i el Banco Pastor (1982).
És enterrat al Cementiri de Montjuïc (agrupació 6a, tomba menor núm. 251).